# Exopholis hypoleuca
Exopholis hypoleuca är en skalbaggsart som beskrevs av Christian Rudolph Wilhelm Wiedemann 1819. Exopholis hypoleuca ingår i släktet Exopholis och familjen Melolonthidae. Inga underarter finns listade i Catalogue of Life.